# Send Me Some Lovin'
〈Send Me Some Lovin'〉는 리틀 리처드가 녹음한 로큰롤의 스탠더드 곡이다. 존 S. 마라스칼코가 레오 프라이스와 공동 작곡했다.
리틀 리처드는 1956년 노래를 녹음했고 1957년 2월이 되어서 스페셜티 레코드를 통해 45 싱글로 발표했다. 노래는 역시 리처드의 1958년 두 번째 음반에 수록되었다. 더 크리케츠는 1957년 데뷔 음반 《The "Chirping" Crickets》에 담아 발표했으며, 그 외의 많은 아티스트가 곡을 녹음했다. 샘 쿡, 버디 홀리, 브렌다 리, 딘 마틴, 스티비 원더, 행크 윌리엄스 2세, 오티스 레딩, 진 빈센트, 존 레논이 그들이다.